# Wildpark Alte Fasanerie
Koordinaten: 50° 5′ 7,1″ N, 8° 54′ 41,7″ O
Der Wildpark Alte Fasanerie ist ein Wildgehege bei Klein-Auheim, einem Stadtteil von Hanau. Die Anlage ist 107 Hektar groß und beherbergt rund 40 mittel- und nordeuropäische Tierarten mit gut 350 Exemplaren. Das Gehege geht auf eine 1705 von Erzbischof Lothar Franz von Schönborn geschaffene Fasanerie zurück. Der Park ist heute ein beliebtes Naherholungsziel für Menschen aus dem ganzen Rhein-Main-Gebiet.

## Die Tiere

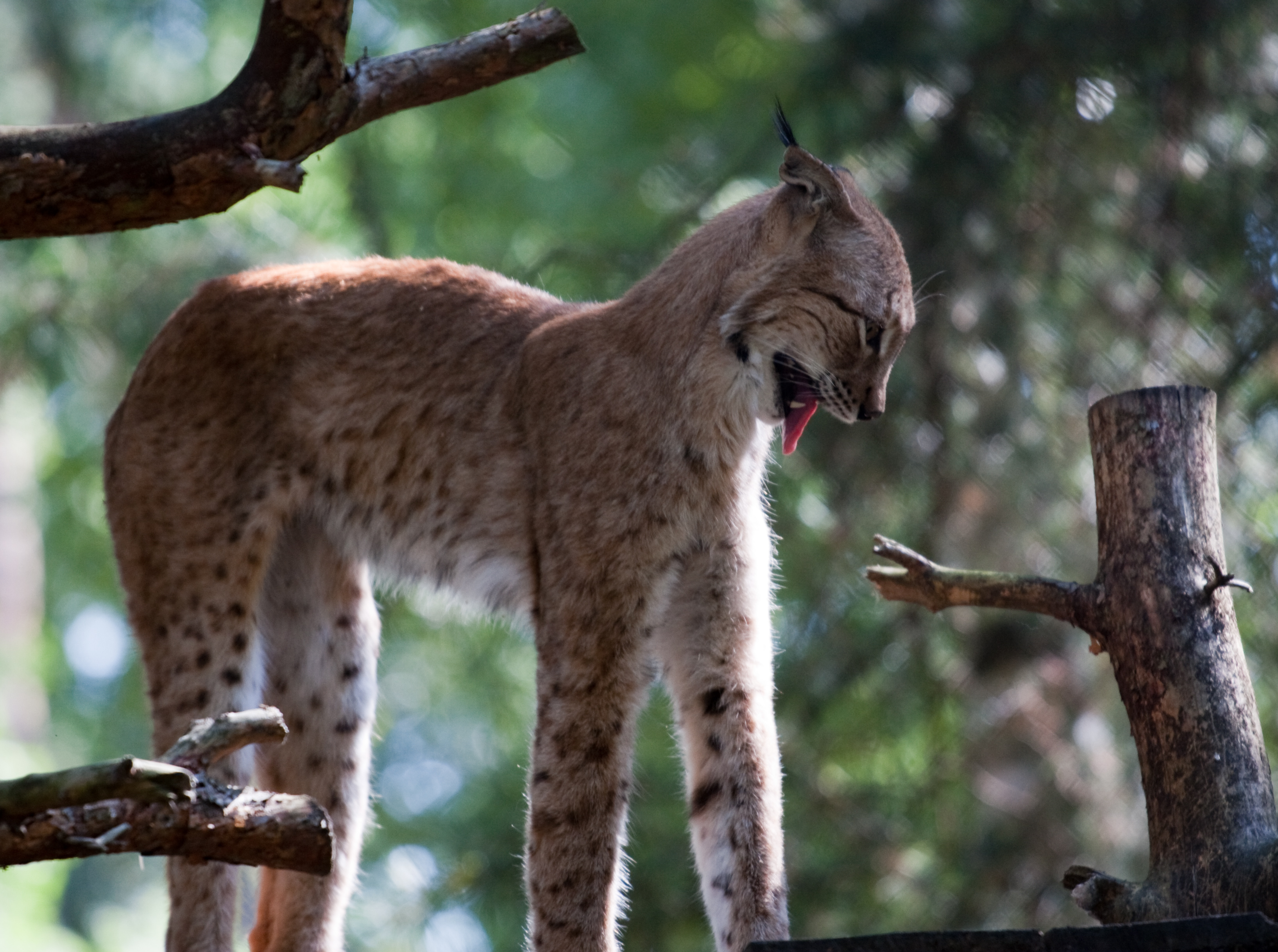
Luchs

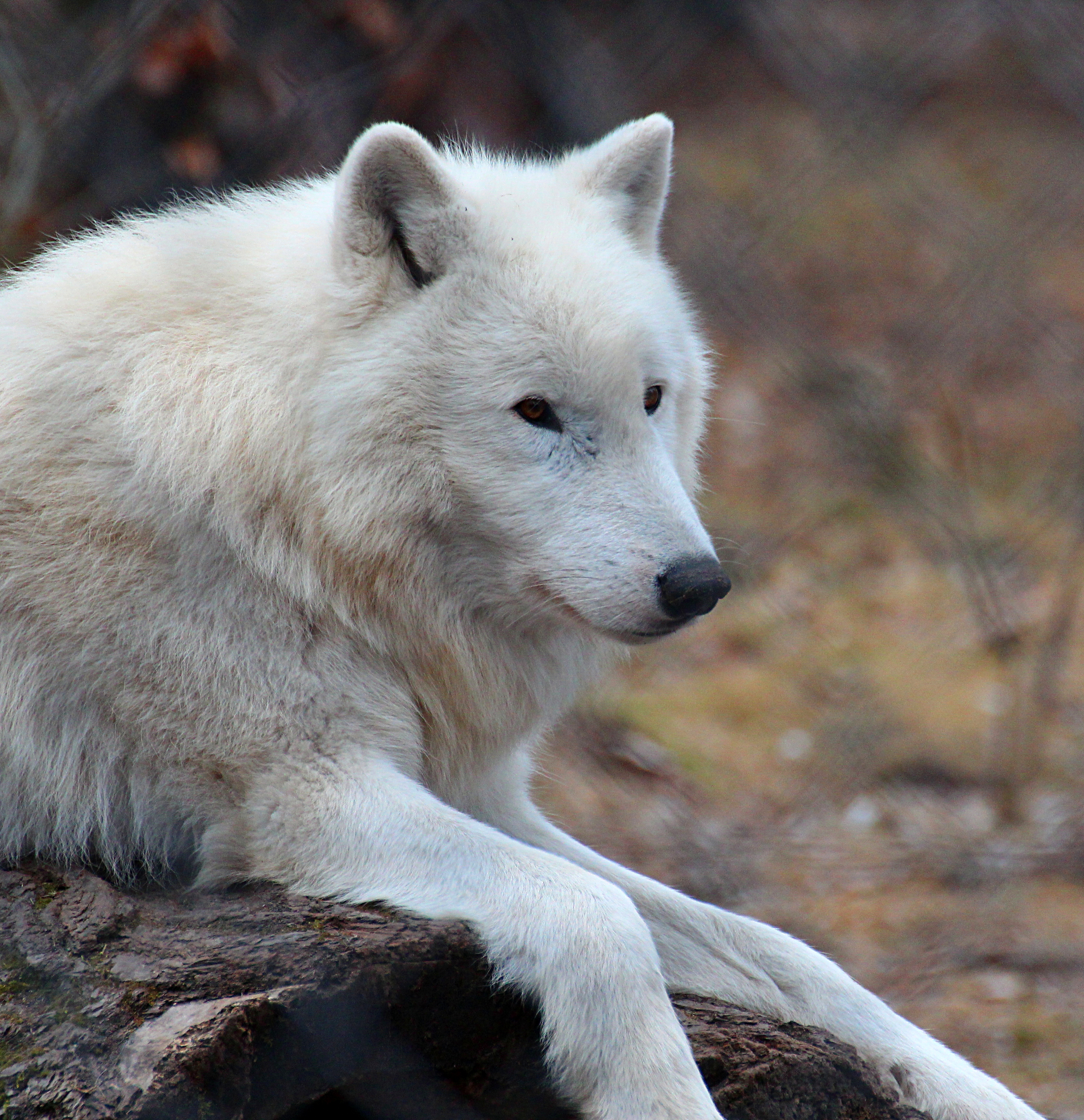
Polarwolf – Canis lupus arctos

Das Hauptkontingent stellen Wildtiere aus deutschen Wäldern, wie Hirsche, Rehe, Wildschweine, dazu kommen Heckrinder, Wisente, Wölfe, Elche und Luchse. Neben Wildtieren werden auch Haustierrassen wie Rhönschafe, Thüringer Waldziegen, Bentheimer Landschweine und Skudden gezeigt. In kleineren Gehegen werden Wildkatzen, Waschbären, Füchse, Dachse, Frettchen und Steinmarder gehalten. Vogelvolieren beherbergen Gold-, Silber- und Jagdfasan, Uhus, Schneeeulen, Krähen, Kolkraben sowie verschiedene Taubenarten.
Seit 2004 befindet sich auf dem Gelände eine Falknerei, die regelmäßig Flugvorführungen vor Publikum veranstaltet.
Im Jahre 2006 wurde ein neues Gehege für Polarwölfe angelegt.
Es haben sich auch wild lebende Tiere auf dem Gelände angesiedelt, zum Beispiel eine Kolonie Graureiher.
Der Steinadler Attila ist seit 2006 Maskottchen von Eintracht Frankfurt.

## Das Gelände
Die 107 Hektar des Geländes bestehen aus 93 Hektar Waldfläche sowie 14 Hektar Wiesen, Wege, Wasser und Freiflächen. Von den 93 ha Waldfläche sind 62 ha Kiefernwald, 16 ha Eschenwald und 15 ha Laubwald. 15 Kilometer Wanderwege durchziehen den Park. Die Gehege sind großzügig angelegt und bieten den Tieren Rückzugszonen. Allein das Rotwildgehege ist 12 Hektar groß (so groß wie die Gesamtfläche des Frankfurter Zoos) und landschaftlich strukturiert mit Wald, Wiesen und Teichen. Das Gelände ist ziemlich eben. Es ist zwischen 112 und 115 m ü. NN
Direkt neben dem Eingang befindet sich ein Forstmuseum, das Informationen zur Forstgeschichte, zur modernen Waldbewirtschaftung und über frühere Waldberufe vermittelt.
Bei Führungen und für Schulklassen steht ein Informationszentrum zur Verfügung. Das alte Jagdhaus der Erzbischöfe ist heute eine Gaststätte.
Das Naturschutzgebiet Untere Fasanerie von Klein-Auheim grenzt im Norden an das Gelände des Wildparks an. Dort steht im Wald eine Eiche mit einem Brusthöhenumfang von 7,10 m (2014), die als Naturdenkmal geschützt ist.

## Geschichte
Der Vorläufer des Wildparks war eine Fasanerie, die vom Mainzer Erzbischof Lothar Franz von Schönborn angelegt worden war. Diese „Untere Fasanerie“ bestand aus 40 Hektar Wiese und hatte ständig Schwierigkeiten mit Hochwasser. Erzbischof Johann Friedrich Karl von Ostein erschloss daraufhin im Jahre 1746 die „Obere Fasanerie“ und umgrenzte sie mit einer 3800 Meter langen Basaltsteinmauer. Nach dem Reichsdeputationshauptschluss fiel das Gelände 1803 an die Großherzöge von Hessen-Darmstadt, die es bis zum Ende des Ersten Weltkriegs als Hofjagdrevier nutzten. Im Jahre 1945 übernahm die Hessische Landesforstverwaltung die Leitung. Die Umwandlung in einen Wildpark erfolgte im Jahre 1967.

## Betreiber
Eigentümer des Wildparks ist heute das Land Hessen, den Betrieb hat das Forstamt Hanau-Wolfgang übernommen. An der Gestaltung, Ausführung und Finanzierung ist auch der „Förderverein Wildpark Alte Fasanerie e. V. Klein-Auheim“ beteiligt.